# Sus bucculentus
El jabalí vietnamita (Sus bucculentus) es una especie de mamífero artiodáctilo de la familia Suidae. Se encontraba en Laos y Vietnam. Se sabe actualmente muy poco acerca de esta especie, incluso se creía extinta, hasta el descubrimiento de un esqueleto perteneciente a un joven macho, que habría muerto recientemente en la cordillera de Annam (Laos) en 1995.
Ahora está extinto.